# Mengueme
Pour les articles homonymes, voir Mengueme (homonymie).
Mengueme est une commune et un arrondissement du Cameroun, dans le département du Nyong-et-So'o et la région du Centre. La commune rurale de Mengueme est composée de seize villages disséminés sur une superficie totale de 548 km2. Le village de Mengueme est situé sur la route nationale 2. Seuls trois villages sur seiez sont situés au bord de la route nationale 2. Les treize autres villages sont enclavés. Les habitants de ces villages rencontrent des difficultés pour accéder à la route lors de la saison des pluies, ce qui pose un problème en particulier pour l'accès à d'éventuels soins médicaux.

## Population
Lors du recensement de 2005, la commune comptait 7 527 habitants, dont 823 pour Mengueme proprement dit.

## Organisation
Outre Mengueme, la commune comprend les villages suivants :
- Adzap
- Benebalot
- Billon
- Ebogo
- Essoessam
- Falassi
- Kamba
- Mebomezoa
- Minlaba
- Mintsagom
- Nkolebae
- Nyimeyong
- Soumayop
- Yenessi

## Personnalités nées à Mengueme
- Joseph Owono, écrivain et diplomate
- Narcisse Atekoa, colonel de gendarmerie
- Séverin Eyenga Amougou, colonel des armées
- Laurent Zang, ancien directeur des études de l’Institut des relations internationales du Cameroun
- Gervais Mbarga, professeur titulaire des universités, ancien directeur à la Cameroon Radio and Television, CRTV.
- Emmanuel Essi Mveme, Ingénieur des eaux et forêts, ancien Délégué Départemental du Ministère des Forêts et de la Faune et ancien Membre de la Brigade Rouge des Forêts du Cameroun.
- Lazare Essomba, ancien secrétaire général du Ministère des finances
- Constantin Abena Nguema, Docteur d'État en Sciences Économiques, ancien Président du Conseil National de la Consommation du Cameroun.
- Auguste Owono Kouma, Maître de conférences à l'école Normale Supérieure du Cameroun
- Professeur Paul Jean-Adrien Atangana, professeur en médecine et vice-doyen de la faculté de médecine de l’Université d’Ebolowa, à Sangmelima
- Thadée Engola, deuxième Maire de Mengueme
- Armand Pierre Dominique Mveme Atangana, Coordonnateur national auprès du Ministère de la Jeunesse et de l´Éducation Civique du Cameroun
- Bienvenue Tsoungi, Abbé, Recteur de l'Université Catholique d'Afrique Centrale (UCAC)
- Delphine MBAZOA épouse DUGUÉ Présidente de  l'Association de Solidarité avec les villages du Cameroun ( L'ASVC)

## Jumelage
- Stains (France) depuis 2000

## Galérie

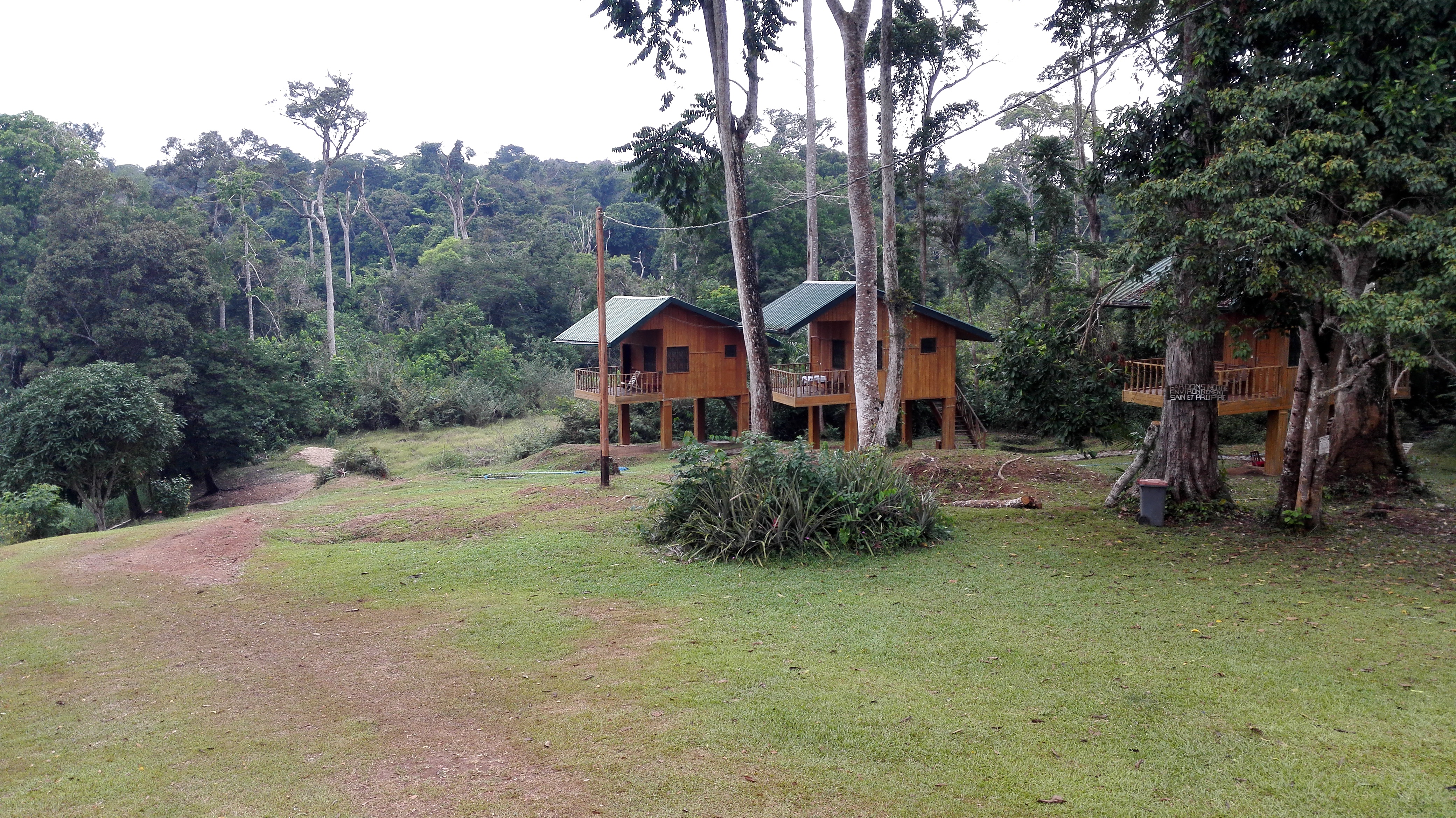
Bungalows, Ebogo
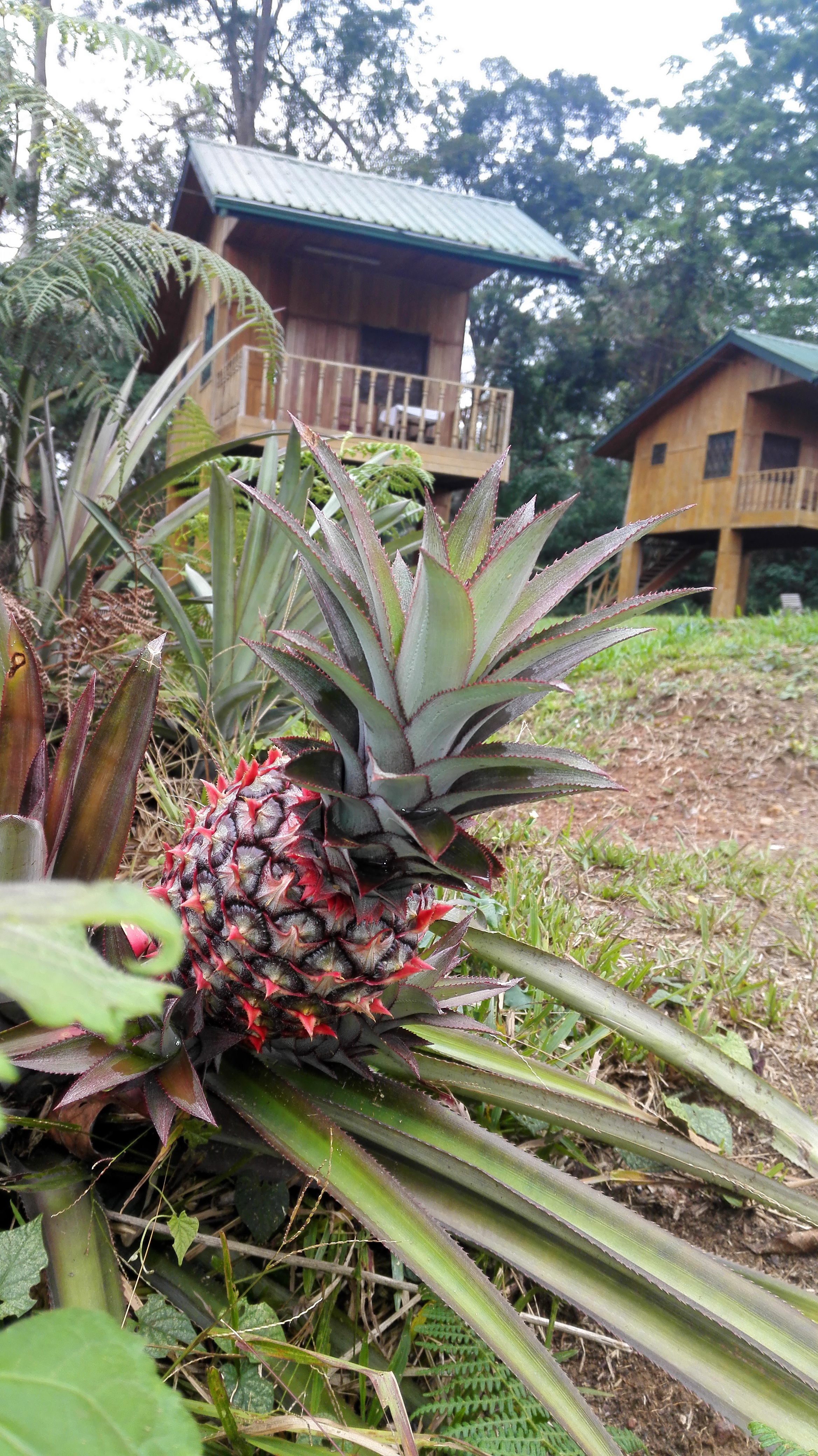
Bungalows
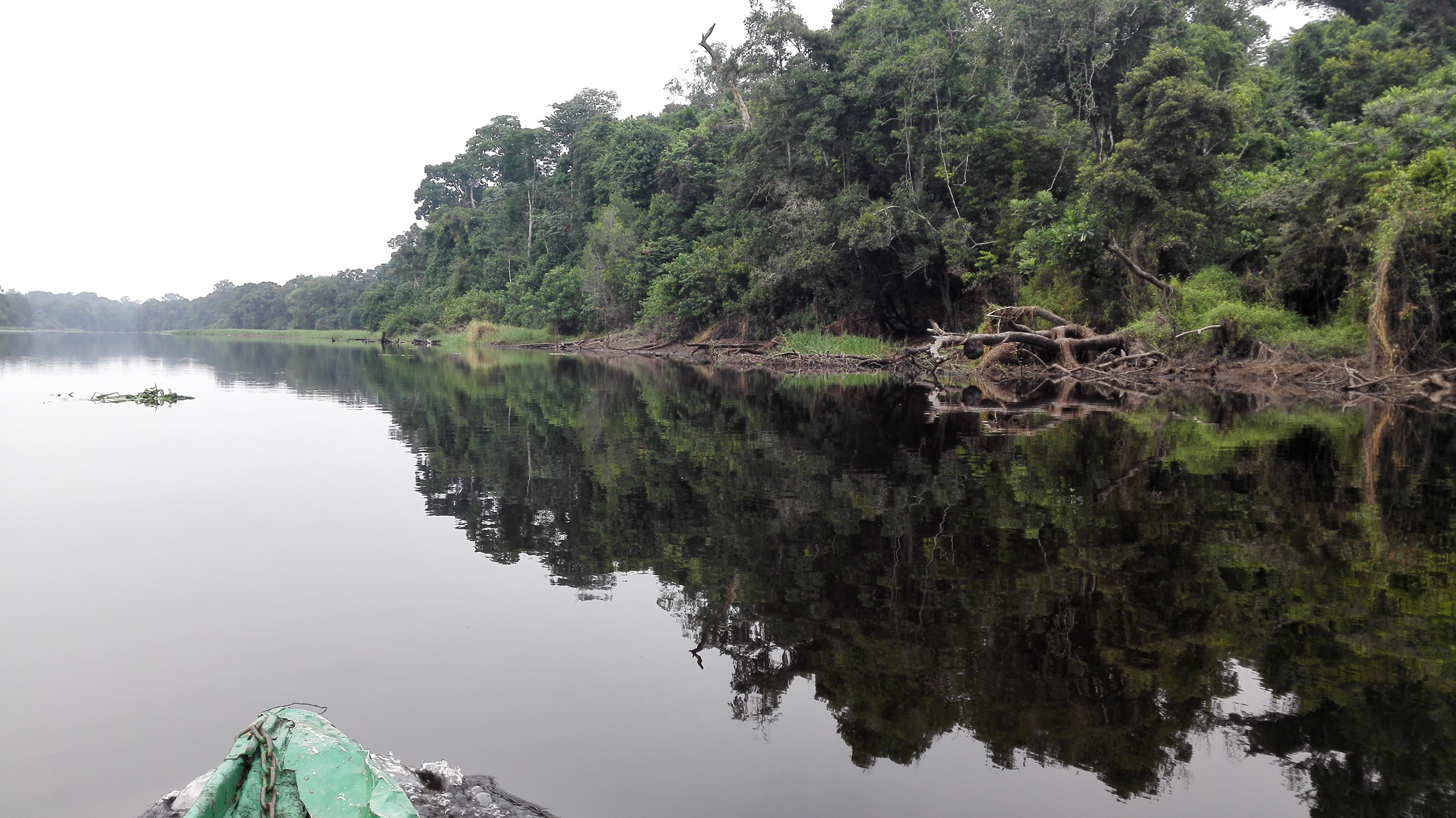
Balade sur le Nyong et So'o
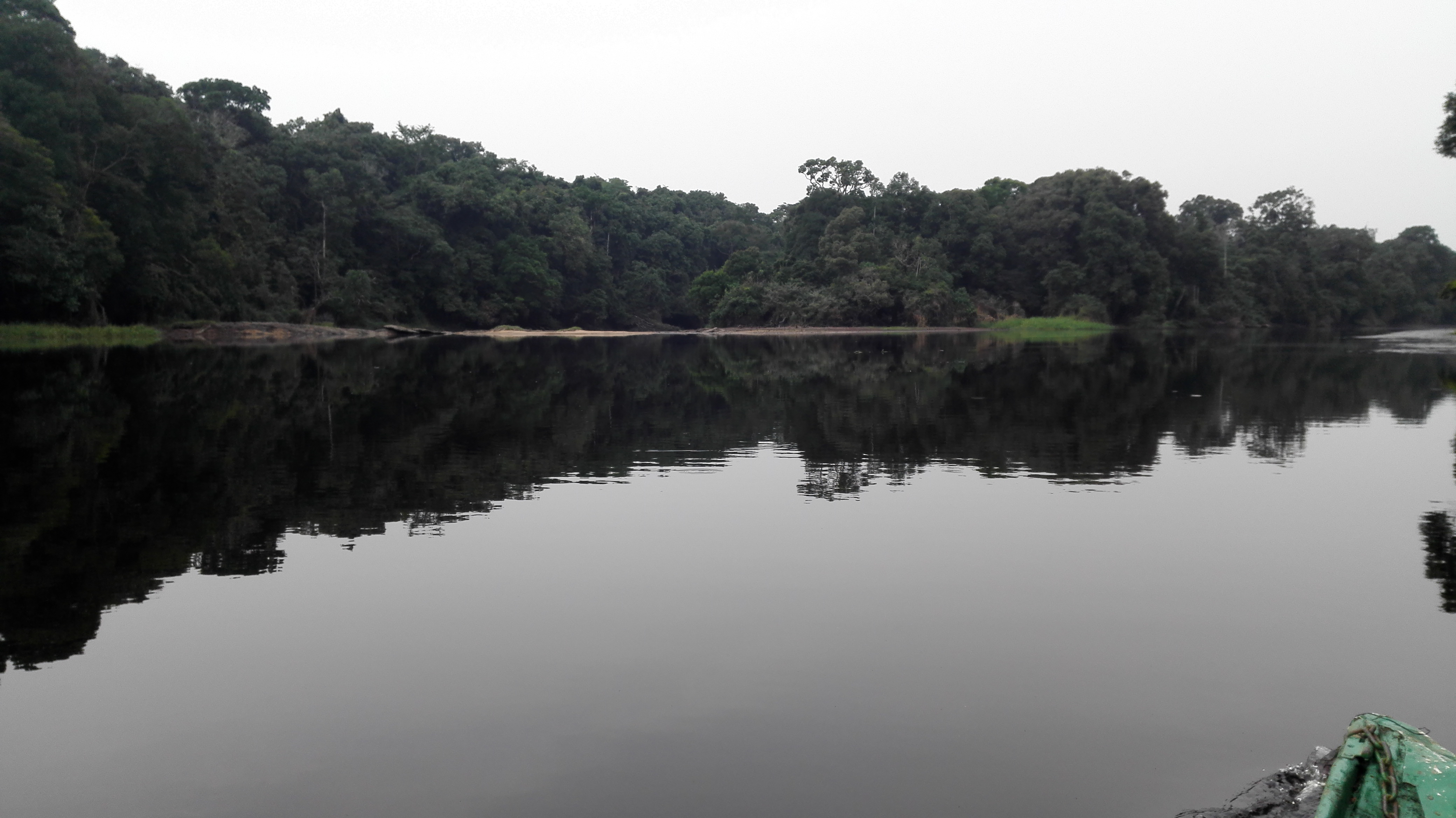
Nyong et So'o